# 네덜란드의 섬 목록

네덜란드의 지도

다음은 네덜란드 왕국의 섬 목록이다.

## 서프리슬란트 제도(바덴해)

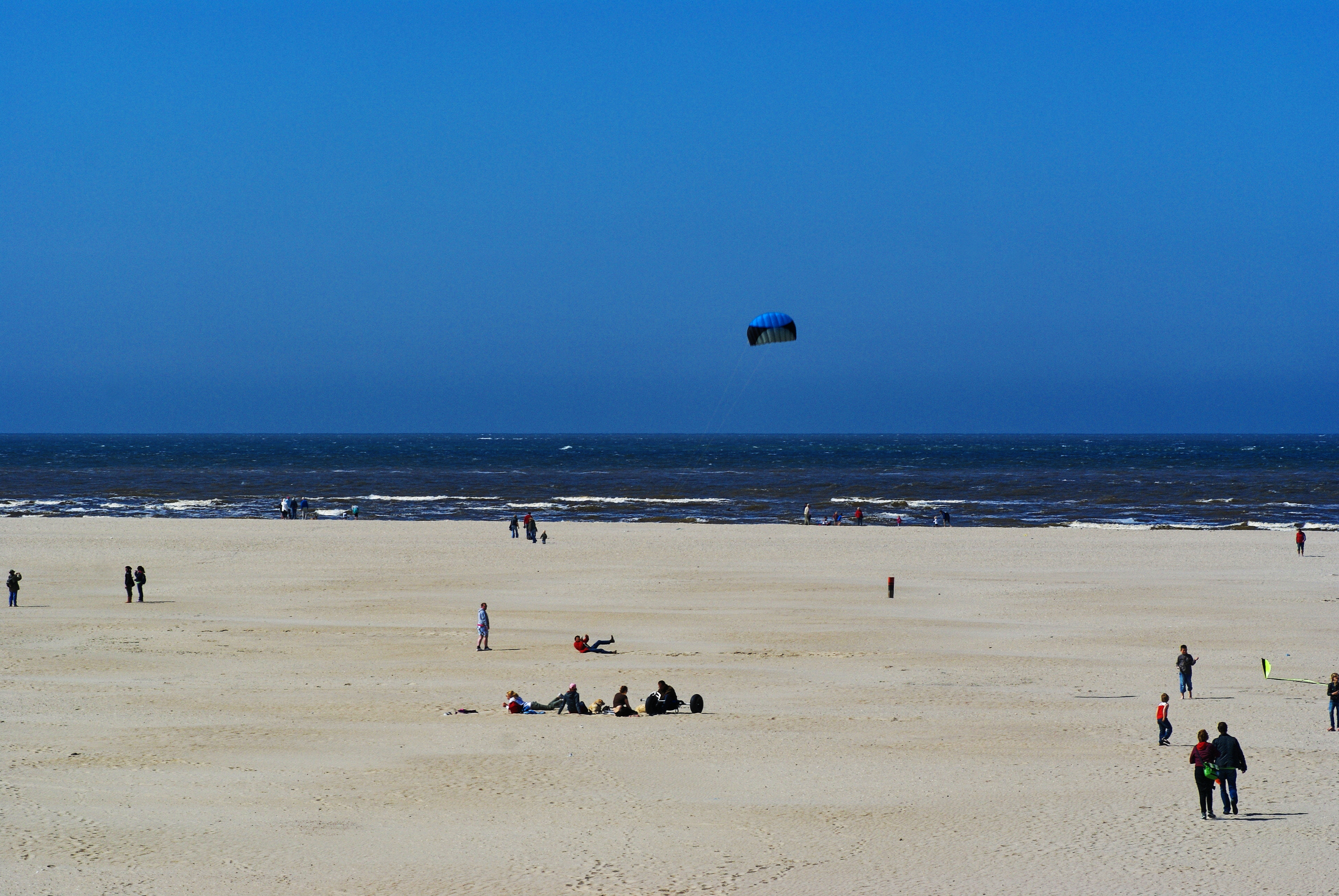
텍셀의 해안가

- 노르데르하크스섬
- 텍셀섬
- 플릴란트섬
- 리헐섬
- 테르스헬링섬
- 흐린트섬
- 아멜란트섬
- 리프섬
- 엥엘스만플라트섬
- 스히르모니코흐섬
- 시몬스잔트섬
- 로튀메르플라트섬
- 로튀메로흐섬
- 자위데르다윈티어스섬

## 자위트홀란트주
- 도르드레흐트섬
- 후레이오버르플라케이
- 훅스허바르트
- 에이설몬더
- 카흐섬과 카헤르플라선섬
- 로젠뷔르흐
- 팅에메턴
- 포르너퓌턴

## 제일란트주
아래 섬 가운데에는 간척 사업으로 반도가 된 경우가 있다. 나머지는 여전히 섬으로 남아 있으며 본토와는 다리로만 연결된다.
- 네일티어얀스 (인공섬)
- 노르트베벨란트
- 스하우언다위벨란트
- 신트필립슬란트
- 톨런
- 발헤런
- 자위트베벨란트

## 에이설호,마르커르호,자위더르해
네덜란드 내해에 해당되는 에이설호, 마르커르호, 옛 자위더르해 일대의 섬이다. 간척에 의한 인공섬이 많다.
- 플레보폴더르섬 - 세계 최대 규모의 인공섬.
- 에이설로흐섬
- 마르컨섬
- 팜퓌스섬
- 퓌르토레네일란트섬
- 비링언섬, 스호클란트섬, 위르크섬 - 현재는 간척되었다.
- 더크뢰펄섬 - 조류보호구역으로 지정된 인공섬.
- 마르커르바던 군도 - 인공섬 군도

## 카리브해

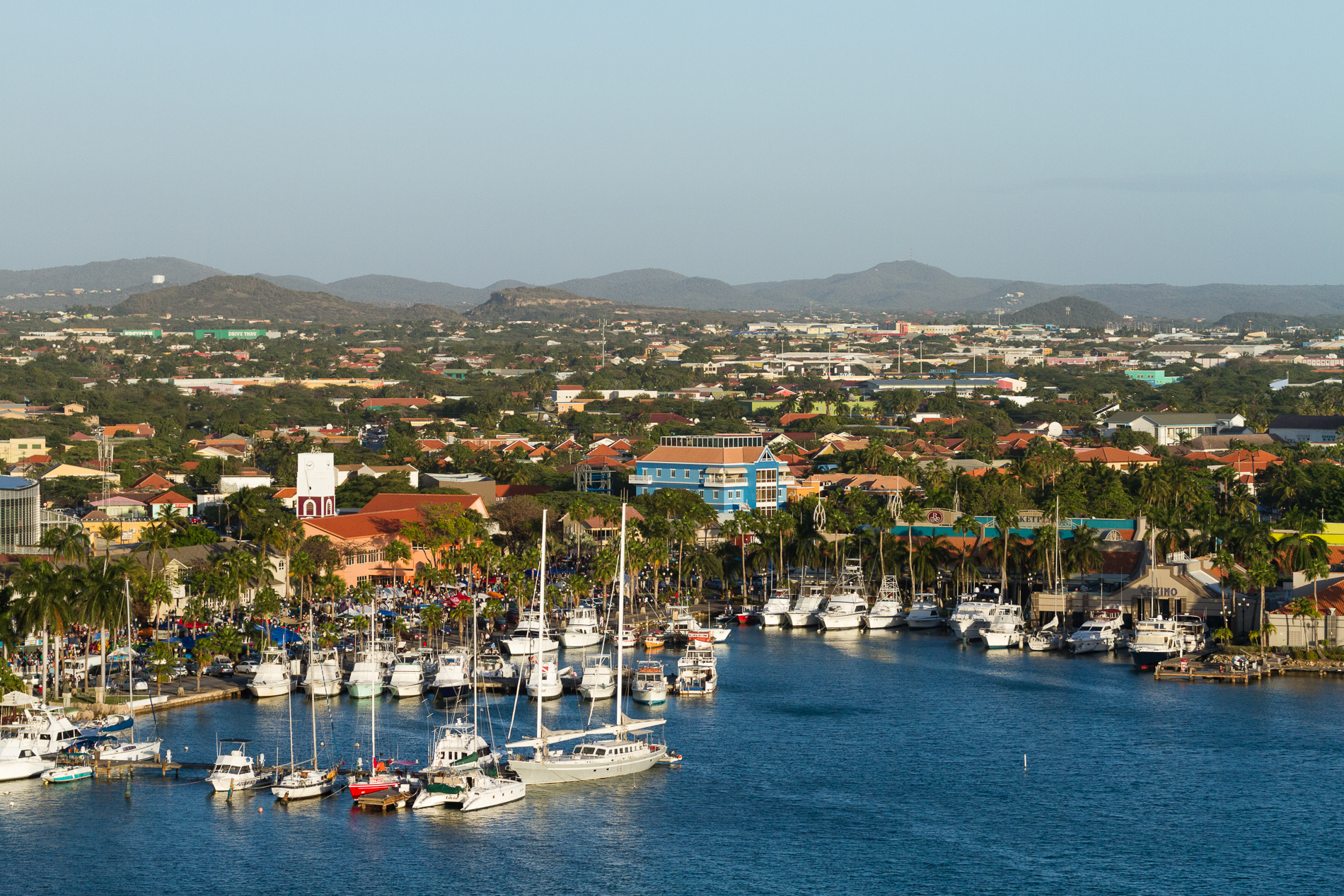
아루바

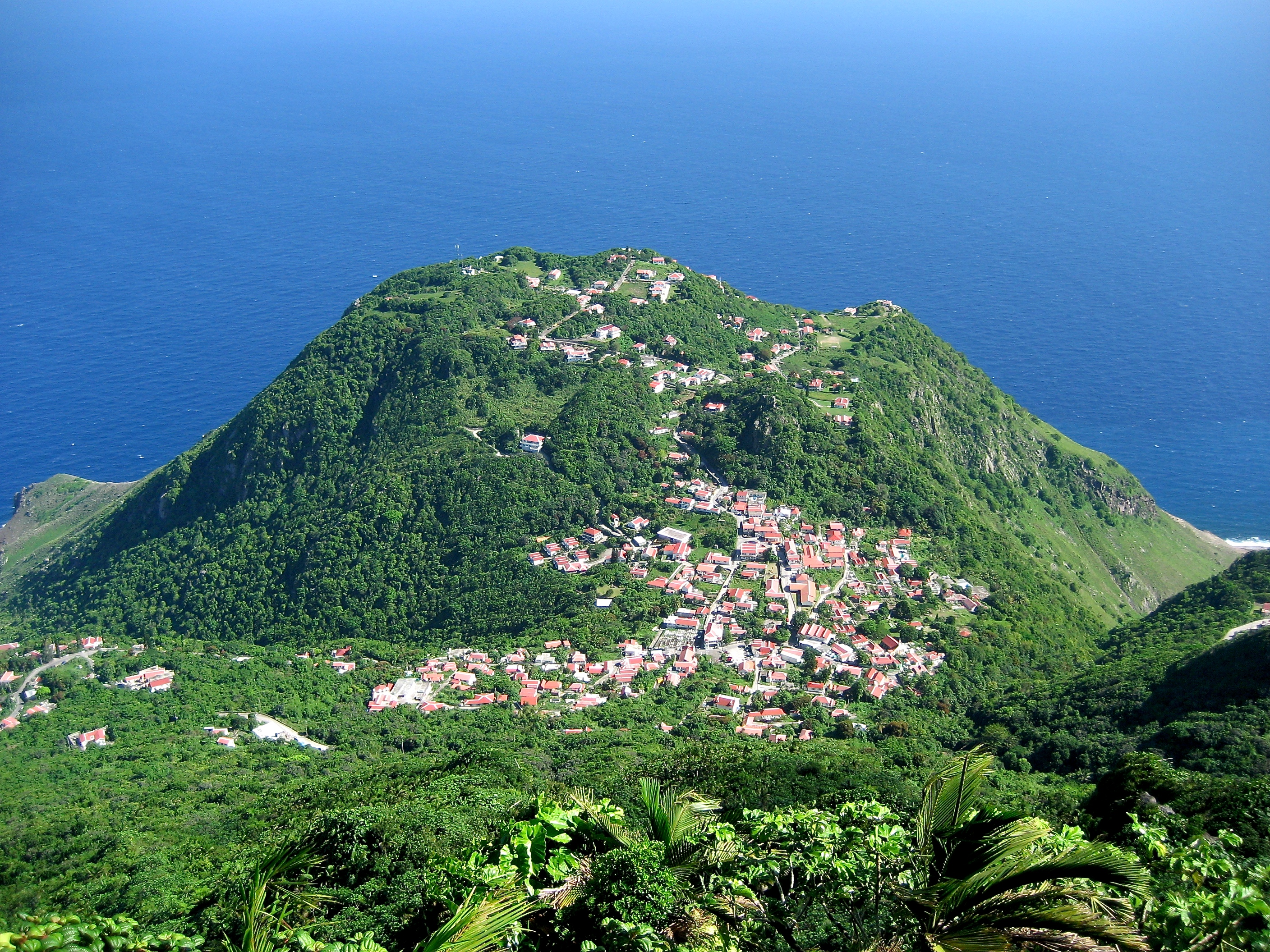
사바

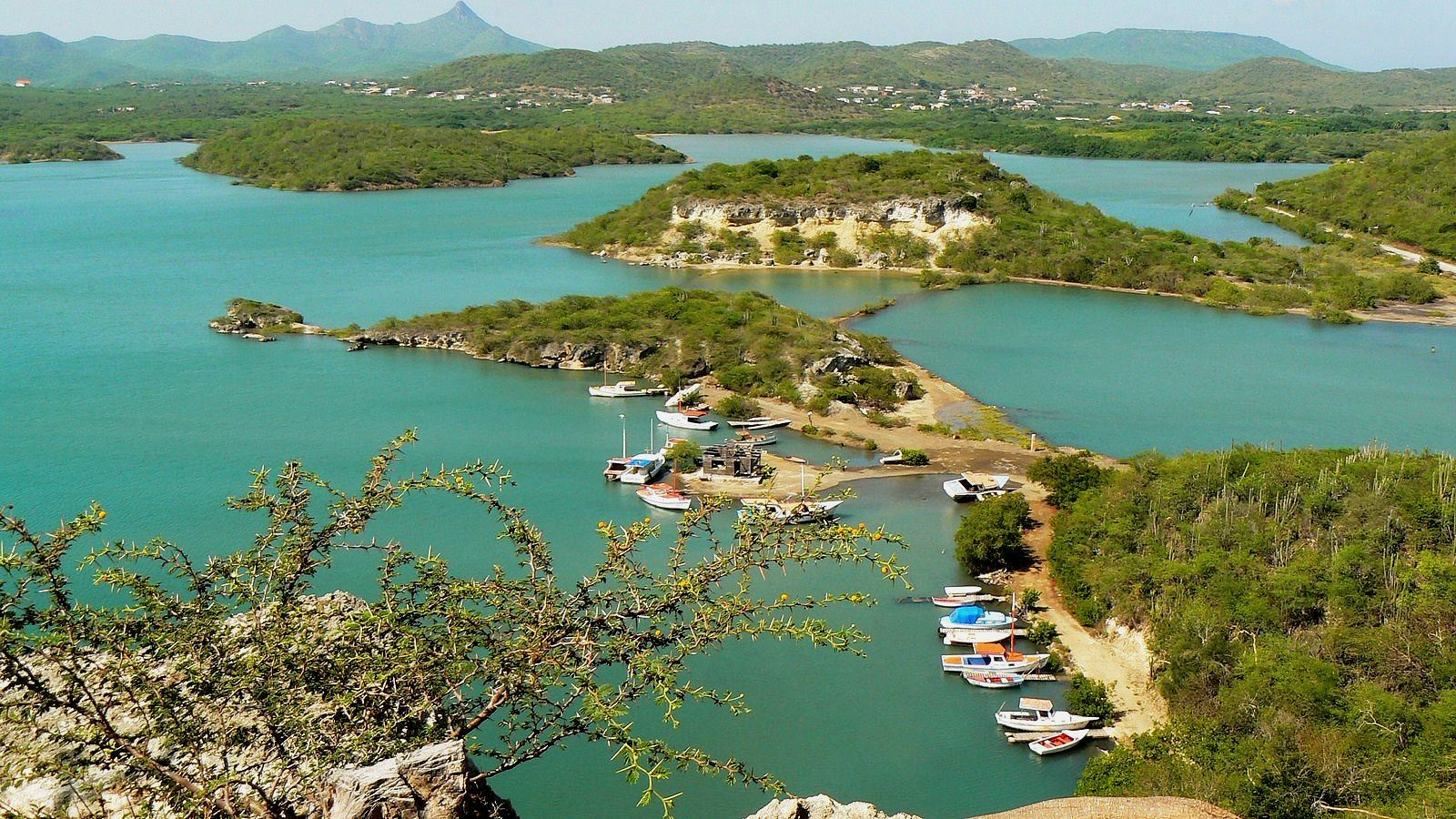
퀴라소

네덜란드의 자치령이었던 옛 네덜란드령 안틸레스 (1954~2010)에 속한 섬들이다. 현재는 네덜란드 왕국의 구성국 내지는 왕실 직할령으로 분류된다. 아래는 행정구역과 관계없이 카리브해에 속한 네덜란드령 섬을 모두 기재한다.
- 아루바섬
- 보네르섬
- 카미아섬
- 퀴라소섬
- 그린섬
- 구아나케이
- 헨섬 / 치킨섬
- 인디안스코프섬
- 마쿠카섬
- 카두시섬
- 키케이
- 클레인보네르
- 클레인퀴라소
- 리틀섬
- 리틀키
- 롱케이
- 말아보더섬
- 메이우티어섬
- 몰리비데이로츠
- 모나섬
- 펠리칸섬
- 펜소섬
- 란초섬
- 론더섬
- 사바섬
- 신트외스타티위스섬
- 사파테섬
- 신트마르턴섬 (프랑스와 공동 영토)
- 빌렘베르크섬

## 같이 보기
- 카리브해의 섬 목록
- 섬 목록